# Мохначка-Нижна
Мохначка-Нижна (пол. Mochnaczka Niżna) – деревня в Польше, административно располагается в гмине Криница-Здруй, в уезде Новый Сонч, в воеводстве Малопольское. Население – ≈ 500 человек.

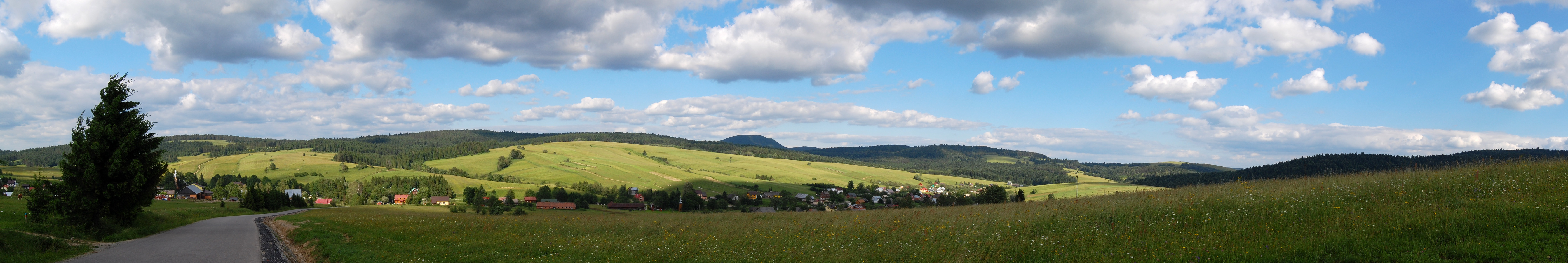
Панорама деревни Мохначка-Нижна

## История
Деревня Мохначка-Нижна основана в 1581 году Яном Свитковским по привилегии, данной епископом Мишковским. Греко-католическую парафию Мушинского деканата в Мохначка-Нижне основал епископ Шишиковский в 1626 году. В этом же году в селе был создан первый церковный колокол весом в 300 килограмм. В 1648 году Мохначка-Нижна была обособлена отдельно. До середины XX века в регионе было преимущественно лемковско-украинское население. С ноября 1918 по январь 1920 деревня входила в состав Лемской Республики.
В 1939 году в деревне насчитывалось 880 жителей, 870 из которых – украинцы, 10 – поляки. Позже, в период между 1945 и 1947 годами в этом районе продолжалась борьба между подразделениями УПА и советскими войсками. Те, кто выжил, в 1947 году во время Операции «Висла» были эвакуированы на территорию Польши.

## Памятники
- Церковь Св. Архангела Михаила — была построена греко-католическим обществом деревни в XVIII веке, и основаельно перестроена в середине XIX века с полным иконостасом, с 1951 церковь используется как парафиальный костёл Матери Божией Ченстоховской.
- Деревянная часовня Рождества Богородицы с полным иконостасом, была построена в 1787 году местным настоятелем Чирнянским.